# Schirting
Schirting oder Shirting (von englisch shirt – Hemd) ist ein leinwandbindiges, leichtes, dichtes, appretiertes und kalandriertes Baumwollgewebe. Die feinste Sorte heißt Batist.

## Anwendung in der Buchbinderei
In der Buchbinderei zählt Schirting zu den textilen Hilfsstoffen. Er wird meist in weißer und feiner Qualität zum Verstärken und Umhängen von Vorsätzen, Lagen, Tafeln und Karten, und zum Fälzeln verwendet.
Grauer Schirting dient vor allem zum Aufziehen von Landkarten.